# Sem Volta
Sem Volta é uma série de televisão brasileira co-produzida pela RecordTV em parceria com as produtoras Panorâmica e Chatrone, sendo exibida pela emissora em treze episódios entre 4 e 20 de janeiro de 2017. Foi dirigida por Edgard Miranda, tendo a criação de Gustavo Lipsztein, que assina também o roteiro junto com Thomas Stavros, Daniel Dias, Leonardo Gudel e Marco Borges.
Conta com Roger Gobeth, Juliana Schalch, Silvio Guindane, Flávia Monteiro, Angelo Paes Leme, Camila Rodrigues, Heitor Martinez e Nicola Siri nos papeis principais.

## Enredo
Juliana (Camila Rodrigues) e os irmãos Salomão (Angelo Paes Leme) e Yordi (Silvio Guindane) são guias de montanhismo do Parque Nacional da Serra dos Órgãos. Suspenso por colocar a vida de turistas em risco outrora, Yordi transgride as regras e decide levar um novo grupo de nove montanhistas para escalarem o pico da Agulha do Diabo sem que ninguém saiba junto com a namorada Inês (Flávia Monteiro). Entre eles estava João (Heitor Martinez), um rico empresário e praticante do esporte há anos, que levou os filhos Suzana (Juliana Schalch) e Carlinhos (Eduardo Melo), além da ex-mulher Claire (Cláudia Mauro) e da nova namorada Malena (Rhaisa Batista) para comemorar o aniversário de 16 anos do caçula; o programador Dogui (Guilherme Dellorto) decidiu ter um novo hobby e levou junto a médica Luiza (Mariana Molina), por quem é apaixonado, e o primo Sapo (Gustavo Leão), sem saber que este está saindo com ela; já o misterioso Solis (Roger Gobeth) foi para a viagem com o objetivo certeiro.
No entanto, uma grande tempestade atinge o grupo e desencadeia uma violenta enxurrada que não só os faz se separar, como também faz com que parte deles em fique seriamente machucados. Após conseguirem se reunirem novamente, os montanhistas precisam aprender a lidar com as dificuldades e as limitações físicas para saírem vivos da floresta, tendo que lidar com seus próprios jogos mentais. A esperança de serem encontrados fica nas mãos de Salomão e Juliana, que decidem mover tudo que lhes é possível para encontrá-los. Não bastasse isso, o assassino e líder da milícia italiana Veredas (Nicola Siri) decide se infiltrar entre os voluntários de busca para tentar acabar com Solis, ex-miliciano que lhe traiu anos antes.

## Elenco
| Ator/Atriz         | Personagem                     |
| ------------------ | ------------------------------ |
| Roger Gobeth       | Alejandro Solis                |
| Juliana Schalch    | Suzana Bittencourt (Suzy)      |
| Silvio Guindane    | Yordi Campos                   |
| Flávia Monteiro    | Inês Proênça                   |
| Angelo Paes Leme   | Salomão Campos                 |
| Camila Rodrigues   | Juliana Coelho                 |
| Nicola Siri        | Francesco Veredas              |
| Heitor Martinez    | João Bittencourt               |
| Cláudia Mauro      | Claire Bittencourt             |
| Mariana Molina     | Maria Luiza Spiller (Lulli)    |
| Gustavo Leão       | Fernando Souza Nonato (Sapo)   |
| Guilherme Dellorto | Sérgio Souza Leone (Dogui)     |
| Eduardo Melo       | Carlos Bittencourt (Carlinhos) |
| Rhaisa Batista     | Malena Villen Barreto          |

### Participações especiais
| Ator/Atriz              | Personagem           |
| ----------------------- | -------------------- |
| Henri Pagnoncelli       | Aurélio              |
| Ivone Hoffmann          | Eulália Campos       |
| Alexandre Liuzzi        | Cardoso              |
| Priscila Assum          | Lucilene Reis        |
| Maria Eduarda Milliante | Isabelly Reis Campos |
| Camila Camargo          | Bianca               |
| Maria Júlia Lima        | Alice Coelho         |
| Cicero Araújo           | Sérgio               |
| Mafalda Rodiles         | Bel                  |
| Rachel Rennhack         | Wanda Marques        |
| Bruna Rolim             | Suzana (criança)     |
| Eduardo Pinheiro        | Salomão (criança)    |
| Gabriel Lima            | Yordi (criança)      |

## Recepção da crítica
Patrícia Kogut, do jornal O Globo, disse que a serie era bem produzida e, por ser gravada em ambiente externo, dava veracidade as situações, além de elogiar a entrega dos atores nas cenas de ação.
William Vieira, do Observatório da Televisão, disse que a série "abocanhou pontos fortes, como o roteiro e a atuação, e faturou por isso".